# Mylène Flicka
Mylène Flicka, née le 22 juillet 1996, est une blogueuse béninoise, féministe et fondatrice du média Irawo.

## Biographie
Mylène Flycka, de son vrai nom Marie-Madeleine Akrota est née au Bénin en 1996. En 2005, elle fait ses premiers pas sur Internet. À 14 ans, elle choisit son pseudonyme, Mylène Flicka (évoquant l'œuvre de Mary O'Hara, Mon amie Flicka), pour se créer un compte Facebook.
À 17 ans, elle crée son premier blog qui participe aux débats de fonds liés à la vie socio-économique et culturelle du Bénin et devient notoire. Elle s'en prend notamment aux atteintes aux droits des femmes, ou, par exemple, au fonctionnement de l'administration béninoise. En 2011, elle occupe la première place au baccalauréat littéraire du Bénin. Elle effectue des études de diplomatie et relations internationales à l’École Nationale d’Administration et de la Magistrature (ENAM) du Bénin, mais est déçue par une première expérience au sein d'un ministère et décide de continuer à développer son activité de cyberactiviste sur internet : « J’ai éprouvé beaucoup de déception après mon diplôme de l’École nationale d’administration. En allant faire un stage au ministère des Affaires étrangères du Bénin, j’ai eu la plus grande désillusion de ma vie, en raison de la lenteur administrative, des méthodes employées et toute cette panoplie de petites erreurs dans l’administration qui m’ont beaucoup énervée,,. ». À 18 ans, dans le but de répertorier et de raconter les histoires des talents africains, elle crée le média Irawo qui devient un média panafricain dont le contenu numérique inspirant est distribué au moyen d’un site web, d’une Web TV et de réseaux sociaux rassemblant une communauté de plus de 1 million de personnes dans le monde entier,. Elle obtient finalement son diplôme de l'École nationale d'administration et de la magistrature au Bénin. En 2018, elle entame des études pour obtenir un MBA à Paris.
Mylène Flicka coordonne plusieurs campagnes en ligne, notamment #GiveMeMyCredit en 2016 qui fait campagne pour que les créatifs, tels que les photographes, puissent conserver les droits sur leur travail et être crédités lorsque ce travail est utilisés. La même année, Irawo dénonce la corruption du gouvernement dans l'approvisionnement en eau du village rural de Bonouko. En 2017, elle mène une campagne sur les médias sociaux intitulée #FreeMyBoobs, qui tente de rendre plus acceptable le fait que les femmes ne portent pas de soutien-gorge. En septembre 2017, Mylène Flicka donne sa première conférence TEDx. En 2018, Mylène Flicka participe à la campagne #TaxePasMesMo (traduction : Ne taxez pas mes mégaoctets), à la suite de la tentative du gouvernement du Bénin de prélever une taxe sur les médias sociaux sur l'accès à Internet, les textes et les appels. Mylène Flicka aide à organiser une campagne sur les médias sociaux, ainsi qu'une protestation pacifique autour des villes. Après dix jours, le gouvernement retire la taxe. Internet sans frontières apporte son soutien à la campagne et Mylène Flicka travaille comme conseillère pour eux. En octobre 2018, Mylène Flicka est parrainée par l'UNICEF pour s'adresser à l'Assemblée nationale française à l'occasion de la Journée mondiale de la fille.